# Eilicrinia flava
Eilicrinia flava là một loài bướm đêm trong họ Geometridae.